# Mihai Marinescu
Mihai Marinescu (ur. 25 stycznia 1989 w Braszowie) – rumuński kierowca wyścigowy.

## Kariera

### Formuła Renault
Mihai Marinescupo zakończeniu startów w kartingu, w 2005 roku postanowił rozpocząć poważną karierę wyścigową, debiutując w zmaganiach Formuły Renault. Rumun sięgnął po tytuł wicemistrzowski we Włoskiej Formule Junior 1600 oraz zajął 3. miejsce w Belgijskiej Formule Renault 1.6. Pod koniec sezonu Marinescu wziął także udział w dwóch ostatnich rundach Europejskiej Formuły Renault (na Estoril oraz na Monzy). W ciągu czterech startów, dwukrotnie dojechał do mety, uzyskując jednak odległe lokaty. Ostatnią serią, jaką Marinescu zaliczył w tym roku, była zimowa edycja Formuły Renault. W czterech startach trzykrotnie sięgnął po punkty, ostatecznie plasując się na 9. pozycji.
W sezonie 2006 brał udział we włoskiej oraz północnoeuropejskiej edycji Formuły Renault. W pierwszej z nich czterokrotnie zdobył punkty, a podczas drugiego wyścigu na torze Hockenheimring znalazł się na drugim miejscu. W drugiej z kolei trzykrotnie odnotował pozycję w czołowej trójce, w tym dwukrotnie na austriackim obiekcie Salzurg (startował z pierwszej lokaty w drugim starcie). Zdobyte punkty sklasyfikowały go odpowiednio na 11. oraz 6. miejscu w końcowej klasyfikacji. Rumun wystartował również w ostatniej eliminacji Francuskiej Formuły Renault. Pierwszego wyścigu nie ukończył, natomiast w drugim zajął dziesiątą lokatę.
W 2007 roku kontynuował starty we włoskiej oraz wziął udział w pełnym sezonie europejskiego. Mihai zaliczył bardziej udany sezon we Włoszech, będąc częściej w czołowej szóstce. Ponownie trzykrotnie znalazł się na podium, a podczas inauguracyjnej rundy na torze Vallelunga, dwukrotnie zajął drugie miejsce, dzięki czemu przez pewien czas był wiceliderem klasyfikacji generalnej. Ostatecznie rywalizację ukończył jednak na 5. pozycji. W europejskiej edycji dziewięciokrotnie mieścił się w czołowej dziesiątce. Jedyne podium odnotował w pierwszym starcie na węgierskim Hungaroringu, gdzie znalazł się na trzeciej lokacie. Zmagania zakończył na 11. miejscu. Rumun wystartował także w jednej rundzie Brytyjskiej Formuły 3, na torze Rockingham. Będąc liczonym do klasyfikacji kategorii „National”, w jednym z wyścigów dojechał na trzeciej lokacie. Zdobyte punkty sklasyfikowały go na 13. pozycji.

### Formuła BMW
Na sezon 2008 Marinescu przeniósł się do Europejskiej Formuły BMW. Startując w zespole Giancarlo Fisichelli, najlepszy wynik odnotował w drugim wyścigu na torze Silverstone, gdzie w deszczowych warunkach dojechał na czwartej lokacie. Uzyskane punkty uplasowały go na 11. miejscu. Mihai Marinescu wziął udział także w pojedynczych eliminacjach amerykańskiej oraz azjatyckiej edycji. Świetne osiągi zaprezentował w tej drugiej klasie, stając na najwyższym stopniu podium. W żadnej z serii nie był jednak liczony do klasyfikacji. W tym samym roku Rumun wystartował również w kończącej sezon rundzie Międzynarodowej Formuły Master. Na włoskim torze Monza w pierwszy starcie dojechał na trzeciej pozycji, natomiast w drugim nie dojechał do mety. Zdobyte punkty sklasyfikowały go na 22. lokacie.

### Formuła 3.5
W 2009 roku zadebiutował w Formule Renault 3.5. Marinescu wziął udział łącznie w sześciu eliminacjach (w pięciu reprezentował austriacką ekipę Interwetten, natomiast na węgierskim Hungaroringu wystąpił we włoskim zespole RC Motorsport), jednak w żadnej z nich nie zdobył punktów. Najlepiej spisał się podczas drugiego wyścigu na Węgrzech, gdzie sklasyfikowany został na jedenastym miejscu.
Do Formuły Renault 3.5 Marinescu powrócił w 2013 roku, po zawieszeniu działania Formuły 2. Podpisał kontrakt z debiutującym w serii zespołem Zeta Corse. Tu jednak wystartował tylko w ośmiu wyścigach. Już podczas pierwszej rundy – na torze Autodromo Nazionale di Monza zdobywał punkty. Były to jednak jego jedyne punkty w sezonie. Z dorobkiem pięciu punktów uplasował się na 25 pozycji w klasyfikacji generalnej.

### Formuła 2
W latach 2010–2012 Mihai Marinescu brał udział w Formule 2. W pierwszym podejściu Rumun dziewięciokrotnie sięgał po punkty, najwyższą pozycję odnotowując w drugim wyścigu na portugalskim torze w Algarve, gdzie zajął czwartą pozycję. W drugim wyniki Marinescu wyraźnie się poprawiły, szczególnie w drugiej połowie sezonu, kiedy to czterokrotnie stanął na podium, a podczas pierwszego wyścigu na włoskim torze Monza uzyskał hat tricka (pole position, najszybsze okrążenie oraz zwycięstwo). Oba sezony zakończył odpowiednio na 11. i 5. lokacie w końcowej klasyfikacji.
W sezonie 2012 Marinescu dwukrotnie odniósł zwycięstwa oraz czterokrotnie stanął na podium. Te osiągnięcia dały mu 161 punktów i 5 lokatę w klasyfikacji generalnej.

## Statystyki
| Sezon | Seria                                         | Zespół                     | Wyścigi | Zwycięstwa | PP | NO | Podium | Punkty | Pozycja |
| ----- | --------------------------------------------- | -------------------------- | ------- | ---------- | -- | -- | ------ | ------ | ------- |
| 2005  | Włoska Formuła Junior 1600                    | AP Motorsport              | 12      | 2          | 0  | 0  | 6      | 200    | 2       |
| 2005  | Włoska Formuła Renault (edycja zimowa)        | AP Motorsport              | 4       | 0          | 0  | ?  | 0      | 9      | 13      |
| 2005  | Belgijska Formuła Renault 1.6                 | District Racing            | 10      | 3          | 1  | ?  | 7      | 142    | 3       |
| 2005  | Europejski Puchar Formuły Renault 2.0         | Prema Powerteam            | 4       | 0          | 0  | 0  | 0      | 0      | NS      |
| 2006  | Włoska Formuła Renault                        | AP Motorsport              | 14      | 0          | 0  | 0  | 1      | 50     | 11      |
| 2006  | Północnoeuropejski Puchar Formuły Renault 2.0 | Petrom District Racing     | 14      | 0          | 1  | 0  | 3      | 175    | 6       |
| 2006  | Francuska Formuła Renault                     | Petrom District Racing     | 3       | 0          | 0  | 0  | 0      | 0      | NS      |
| 2007  | Europejski Puchar Formuły Renault 2.0         | Petrom District Racing     | 14      | 0          | 0  | 0  | 1      | 37     | 11      |
| 2007  | Włoska Formuła Renault                        | Petrom District Racing     | 13      | 0          | 1  | 0  | 3      | 206    | 5       |
| 2007  | Brytyjska Formuła 3 (klasa Narodowa)          | Räikkönen Robertson Racing | 2       | 0          | 0  | 0  | 1      | 22     | 13      |
| 2008  | Europejska Formuła BMW                        | FMS International          | 16      | 0          | 0  | 0  | 0      | 118    | 11      |
| 2008  | Amerykańska Formuła BMW                       | Integra Motorsports        | 2       | 0          | 0  | 0  | 0      | 0      | NS†     |
| 2008  | Międzynarodowa Formuła Master                 | Pro Motorsport             | 2       | 0          | 0  | 0  | 1      | 6      | 22      |
| 2008  | Formuła BMW Pacyfiku                          | Motaworld Racing           | 1       | 1          | 1  | 0  | 1      | N/A    | N/A     |
| 2009  | Formuła Renault 3.5                           | Interwetten.com            | 11      | 0          | 0  | 0  | 0      | 0      | 30      |
| 2009  | Formuła Renault 3.5                           | RC Motorsport              | 11      | 0          | 0  | 0  | 0      | 0      | 30      |
| 2010  | Formuła 2                                     | MotorSport Vision          | 18      | 0          | 0  | 1  | 0      | 68     | 11      |
| 2011  | Formuła 2                                     | MotorSport Vision          | 16      | 1          | 1  | 2  | 4      | 138    | 5       |
| 2012  | Formuła 2                                     | MotorSport Vision          | 16      | 2          | 3  | 3  | 4      | 161    | 5       |
| 2013  | Formuła Renault 3.5                           | Zeta Corse                 | 8       | 0          | 0  | 0  | 0      | 5      | 25      |
| 2013  | Mégane Trophy Eurocup                         | Oregon Team                | 2       | 0          | 0  | 0  | 0      | 0      | NS      |

† – Marinescu nie był liczony do klasyfikacji

## Wyniki w Formule Renault 3.5
| Legenda oznaczeń w tabelach wyników Wyświetl szablon na nowej stronie | Legenda oznaczeń w tabelach wyników Wyświetl szablon na nowej stronie                                                                     |
| Oznaczenie                                                            | Wyjaśnienie |
| --------------------------------------------------------------------- | --- |
| Złoty                                                                 | Zwycięzca lub mistrzostwo |
| Srebrny                                                               | 2. miejsce lub wicemistrzostwo |
| Brązowy                                                               | 3. miejsce lub II wicemistrzostwo |
| Zielony                                                               | Ukończył, punktował (w klasyfikacji generalnej, gdy zdobył co najmniej jeden punkt na przestrzeni sezonu, poza trzema powyższymi opcjami) |
| Niebieski                                                             | Ukończył, nie punktował (w klasyfikacji generalnej, gdy nie zdobył co najmniej jednego punktu na przestrzeni sezonu)                      |
| Czerwony                                                              | Nie zakwalifikował się (NZ) |
| Czerwony                                                              | Nie prekwalifikował się (NPK) |
| Różowy                                                                | Nie ukończył (NU) |
| Różowy                                                                | Niesklasyfikowany (NS) (w klasyfikacji generalnej, gdy nie został sklasyfikowany w żadnym wyścigu sezonu)                                 |
| Czarny                                                                | Zdyskwalifikowany (DK) |
| Czarny                                                                | Wykluczony (WYK/EX) |
| Biały                                                                 | Nie wystartował (NW) |
| Biały                                                                 | Kontuzjowany (K/INJ) |
| Biały                                                                 | Wyścig odwołany (OD/C) |
| Bez koloru                                                            | Został wycofany (WYC/WD) |
| Bez koloru                                                            | Nie przybył (NP/DNA) |
| Bez koloru                                                            | Nie brał udziału w treningach (NT/DNP) |
| Bez koloru                                                            | Nie został zgłoszony (–) |
| Pogrubienie                                                           | Start z pole position |
| Kursywa                                                               | Najszybsze okrążenie wyścigu |
| †                                                                     | Nie ukończył, ale jego rezultat został zaliczony ze względu na przejechanie więcej niż 90% dystansu wyścigu.                              |
| *                                                                     | Sezon w trakcie |
| 1/2/3                                                                 | Punktowana pozycja w sprincie kwalifikacyjnym                                                                                             |
| Lista systemów punktacji Formuły 1                                    | |

| Rok  | Zespół                 | Wyniki w poszczególnych eliminacjach | Wyniki w poszczególnych eliminacjach | Wyniki w poszczególnych eliminacjach | Wyniki w poszczególnych eliminacjach | Wyniki w poszczególnych eliminacjach | Wyniki w poszczególnych eliminacjach | Wyniki w poszczególnych eliminacjach | Wyniki w poszczególnych eliminacjach | Wyniki w poszczególnych eliminacjach | Wyniki w poszczególnych eliminacjach | Wyniki w poszczególnych eliminacjach | Wyniki w poszczególnych eliminacjach | Wyniki w poszczególnych eliminacjach | Wyniki w poszczególnych eliminacjach | Wyniki w poszczególnych eliminacjach | Wyniki w poszczególnych eliminacjach | Wyniki w poszczególnych eliminacjach | Punkty | Pozycja |
| ---- | ---------------------- | ------------------------------------ | ------------------------------------ | ------------------------------------ | ------------------------------------ | ------------------------------------ | ------------------------------------ | ------------------------------------ | ------------------------------------ | ------------------------------------ | ------------------------------------ | ------------------------------------ | ------------------------------------ | ------------------------------------ | ------------------------------------ | ------------------------------------ | ------------------------------------ | ------------------------------------ | ------ | ------- |
| 2009 |                        | CAT                                  | CAT                                  | BEL                                  | BEL                                  | MON                                  | HUN                                  | HUN                                  | GBR                                  | GBR                                  | FRA                                  | FRA                                  | PRT                                  | PRT                                  | DEU                                  | DEU                                  | ARA                                  | ARA                                  | 0      | 30      |
| 2009 | Interwetten.com Racing | NU                                   | 13                                   | –                                    | –                                    | NU                                   | –                                    | –                                    | –                                    | –                                    | 16                                   | 14                                   | –                                    | –                                    | 15                                   | 15                                   | 20                                   | 17                                   | 0      | 30      |
| 2009 | RC Motorsport          | –                                    | –                                    | –                                    | –                                    | –                                    | NU                                   | 11                                   | –                                    | –                                    | –                                    | –                                    | –                                    | –                                    | –                                    | –                                    | –                                    | –                                    | 0      | 30      |
| 2013 | Zeta Corse             | ITA                                  | ITA                                  | ARA                                  | ARA                                  | MON                                  | BEL                                  | BEL                                  | RUS                                  | RUS                                  | AUT                                  | AUT                                  | HUN                                  | HUN                                  | FRA                                  | FRA                                  | CAT                                  | CAT                                  | 5      | 25      |
| 2013 | Zeta Corse             | 8                                    | 10                                   | NU                                   | NU                                   | –                                    | 21                                   | 14                                   | 20                                   | 18                                   | –                                    | –                                    | –                                    | –                                    | –                                    | –                                    | –                                    | –                                    | 5      | 25      |